# Pierre Caqué
Pour les articles homonymes, voir Caqué.
Pierre Caqué est un architecte français qui a exercé son art à Paris. Il est mort à Paris en 1767.
Son père, Pierre Caqué, était maître charpentier. Il s'était marie à Marie Esther Charpentier dont il eut plusieurs enfants.
Il se définit comme architecte expert en bâtiments et juré-expert. Jacques-François Blondel a dit de lui qu'il était «homme de beaucoup d'expérience et de capacité». Il était lié à Gilles-Marie Oppenord.

## Biographie
Il construit en 1725 la maison de Hugues-Noël Damilaville, rue Neuve-des-Petits-Champs.
En 1727, on note la maison Corbin, à l'angle sud de la rue Saint-Martin avec la rue de Venise, puis en 1729, il bâtit la maison de Didier Moreau, sur les plans de Jean-François Blondel, rue Vieille-du-Temple, puis la maison de l'avocat J.-J. Osmont, rue Saint-Denis, en 1730.
Son œuvre qui lui assura la postérité est la fin de la construction de l'église de l'Oratoire entre 1740 et 1745 pour la Société de l'oratoire de Jésus, en particulier la façade, rue Saint-Honoré bien que la Révolution l'ait privé de sa décoration. Il a modifié le projet de Jacques Lemercier pour la façade en reprenant des éléments prévus dans l'offre qu'avait faite Jacques V Gabriel. Ce type de façade à deux ordres (ordre dorique et ordre corinthien) né avec la Contre-Réforme a été critiqué par le Père Marc-Antoine Laugier dans Essai sur l'architecture, de 1753. Jacques-François Blondel a critiqué la façade mai en lui reconnaissant des qualités. Blondel a gravé l'élévation de la façade en 1745.
En juillet 1761, Pierre Caqué est expert pour la reconnaissance de l'enceinte de Philippe Auguste, entre la rue du Coq et l'hôtel de Soissons.
Il a habité rue Champfleury, puis rue Montmartre dans les années 1730. Il a possédé la maison du 13 rue Tiquetonne qui avait appartenu à Gilles-Marie Oppenord.